# 885 p.n.e.
| [ Edytuj tabelę ] |                                                                                        |
| Król Asyrii       | - 891 p.n.e. Tukulti-Ninurta II 884 p.n.e.                                             |
| Król Aten         | - 892 p.n.e. Diognetos 864 p.n.e.                                                      |
| Władca Chin       | - 886 p.n.e. Yiwang 878 p.n.e.                                                         |
| Władca Egiptu     | - 889 p.n.e. Takelot I 877 p.n.e.                                                      |
| Król Izraela      | - 886 p.n.e. Ela 885 p.n.e. - 885 p.n.e. Zimri 885 p.n.e. - 885 p.n.e. Omri 874 p.n.e. |
| Król Judy         | - 911 p.n.e. Asa 870 p.n.e.                                                            |
| Król Tyru         | - 887 p.n.e. Etbaal I 856 p.n.e.                                                       |

Rok 885 p.n.e.
stulecia: X wiek p.n.e. ~
IX wiek p.n.e. ~
VIII wiek p.n.e.

lata: 895 p.n.e. «
889 p.n.e. «
888 p.n.e. «
887 p.n.e. «
886 p.n.e. «
885 p.n.e. »
884 p.n.e. »
883 p.n.e. »
882 p.n.e. »
881 p.n.e. »
875 p.n.e.

## Wydarzenia
Bliski wschód
- Asyryjczycy zaatakowali państewko Bit-Zamani.
- Przewrót w Królestwie Izraelitów. Zimri zamordował króla Elę, jednak po 7 dniach miał miejsce kolejny przewrót przeciw niemu, który ustanowił królem Omriego. Zimri odebrał sobie życie.

## Zmarli
- Ela, król izraelski; zamordowany
- Zimri, król izraelski; samobójstwo